# Булярес, Хабиб
Хабиб Булярес (29 июля 1933, Тунис, Тунис — 18 апреля 2014, Париж, Франция) — тунисский писатель, журналист и государственный деятель, министр иностранных дел Туниса (1990—1991), председатель Палаты представителей (1991—1997).

## Биография
Получил высшее филологическое образование по специализации «английский язык» в Каире, по журналистике — в Страсбурге и по экономике — в Практической школе высших исследований в Париже. В 1953 году находился в качестве политического беженца в Каире. Работал в секретариате основанного в 1947 году тунисского бюро арабского Магриба, поддерживал борьбу за освобождение Алжира.
После провозглашения независимости Туниса начал карьеру в журналистике.
- 1960—1967 годах — редактор ежедневной газеты Эль Амаль,
- 1961—1962 годах — президент-основатель информационного агентства Тунис Африк Пресс,
- 1962—1964 годах — генеральный директор государственного телерадиоагентства Туниса (Établissement de la radiodiffusion-télévision tunisienne).
- 1970—1971 годах — министр культуры и информации. Уйдя в отставку, отправился в долгое путешествие, во время которого он пересёк пустыню Сахара,
- 1975—1981 годах — возглавлял Международную школу Агентства по культурному и техническому сотрудничеству (EIB ACCT) в Бордо, публиковался в еженедельном парижском издании Jeune Afrique.

В 1981 году был избран в Национальное собрание Туниса.
- 1988—1990 годах — министр культуры,
- 1990—1991 годах — министр иностранных дел,
- 1991 году — и. о. министра обороны,
- 1991—1997 годах — председатель Палаты представителей Туниса.

В 2002—2006 годах — генеральный секретарь Союза арабского Магриба.
Являлся активным исследователем истории Туниса с древнейших времён до наших дней, автор книг о Мураде III и Ганнибале.